# کیریل دنف
کیریل دنف (انگلیسی: Kiril Denev؛ زادهٔ ۱۹۰۵ - درگذشته نامشخص) بازیکن فوتبال اهل بلغارستان بود.
وی همچنین در تیم ملی فوتبال بلغارستان بازی کرده‌است.